# Cacatua de les Salomó
La cacatua de les Salomó (Cacatua ducorpsii) és una espècie d'ocell de la família dels cacatuids (Cacatuidae) que habita boscos i medi urbà de les illes Salomó orientals.